# Juliusz Agrykola
Juliusz Agrykola (łac. Gnaeus Julius Agricola; ur. 13 czerwca 40, zm. 23 sierpnia 93) – rzymski dowódca, w latach 77–84 namiestnik w Brytanii, zastąpił na tym stanowisku Sekstusa Juliusza Frontyna. Jego życie opisał jego zięć Publiusz Korneliusz Tacyt w dziele Żywot Agrykoli.
W 80 roku podjął wyprawę na podbój Kaledonii. W 84 roku pokonał pod Grampianami plemiona piktyjskie zjednoczone pod dowództwem Calgacusa, po czym założył liczne posterunki graniczne i forty na przełęczach, rozpoczynając w ten sposób wymuszuszony na Kaledończykach trzydziestoletni pokój. 
Odwołany do Rzymu, zmarł w osamotnieniu, nie przyjąwszy godności prokonsula w Azji.
Historycy nie wykluczają, że z jego postacią związane są próby podboju Irlandii podejmowane przez Rzymian w I wieku naszej ery.